# Consell Jedi
L'Alt Consell Jedi és una institució de la sèrie de pel·lícules de Star Wars. Els seus membres són els més forts de l'Orde Jedi i són els elegits per a liderar els Jedi.
L'Alt Consell era un grup de dotze Mestres Jedi savis i poderosos elegits per a guiar l'Orde Jedi, així com per a servir com a cos consultiu per al Canceller Suprem. El Consell estava format per cinc membres vitalicis, quatre membres a llarg termini i tres membres a curt termini. Aquesta estructura organitzacional era una evolució de les antigues assemblees de Mestres Jedi, i durant la Gran Guerra de l'Hiperespai no hi havia hagut més que un "cercle intern" a l'assemblea. Originàriament, el Consell no tenia un lloc fix de reunió, i es reunia irregularment a planetes com Ossus, Alderaan i Chandrila. Amb el trasllat de l'Orde des d'Ossus cap a Coruscant, el Consell es va establir a aquest planeta.
Els membres del Consell Jedi tots sols triaven els Jedi que hi podien entrar. Cap cos exterior no va provar mai d'introduir un membre al Consell contra la voluntat dels seus membres fins a les Guerres Clon, quan el Canceller Suprem Palpatine va fer entrar Anakin Skywalker al Consell.

## Composició
En el moment del bloqueig del planeta Naboo per part de la Federació de Comerç, el Consell Jedi era format per Mace Windu, Yoda, Ki-Adi-Mundi, Plo Koon, Saesee Tiin, Adi Gallia, Depa Billaba, Eeth Koth, Oppo Rancisis, Even Piell, Yaddle i Yarael Poof. Aquest és el consell on l'infant Anakin Skywalker és presentat per primera vegada pel mestre Qui-Gon Jinn i per Obi-Wan Kenobi.
Una dècada més tard Yarael Poof és reemplaçat per Coleman Trebor i Shaak Ti pren el lloc de Yaddle, esta després de la batalla de Naboo decideix no ser tan activa en els afers jedi i abandona el consell.